# Crocidura zarudnyi
Crocidura zarudnyi — вид ссавців родини Soricidae. Зустрічається в Афганістані, Ірані та Пакистані. Це нічний і самотній вид, який мешкає в напівпустелях і спекотних пустелях. Мешкає переважно в горах і степах.